# Stadion im. Stanisława Figasa w Koszalinie
Stadion im. Stanisława Figasa – stadion sportowy w Koszalinie, w Polsce. Został otwarty 11 września 1971 roku. Jego pojemność wynosi 1300 widzów, choć w przeszłości mógł pomieścić do 25 000 kibiców. Swoje spotkania rozgrywają na nim piłkarze klubu Gwardia Koszalin.
Budowa stadionu Gwardii Koszalin rozpoczęła się jesienią 1966 roku. Projekt stadionu wykonali mgr inż. arch. Wiesław Świtakowski i mgr inż. arch. Andrzej Katzer. Budowę przeprowadziło Koszalińskie Przedsiębiorstwo Budowlane, a wiele prac odbyło się w ramach czynu społecznego. Razem ze stadionem powstawał cały kompleks sportowy, wraz z halą, boiskami treningowymi i zapleczem. Otwarcie kompleksu miało miejsce 11 września 1971 roku. Stadion nazwano wówczas im. Przyjaźni Polsko-Radzieckiej, a jego pojemność wynosiła 15 000 widzów. Od początku na stadionie swoje spotkania rozgrywali piłkarze klubu Gwardia Koszalin, którzy przed otwarciem obiektu grali na stadionie Bałtyku. Drużyna ta w latach 1973–1979, 1980–1981, 1986–1987 oraz 1993–1994 grała na poziomie II ligi. W 1975 roku stadion był główną areną obchodów Dożynek Centralnych. Przed obchodami obiekt rozbudowano do pojemności 25 000 widzów. Od 1992 roku właścicielem obiektu jest miasto. W 2003 roku stadionowi nadano imię Stanisława Figasa. W 2017 roku, w ramach doraźnych prac mających pozwolić na spełnienie wymogów licencyjnych, na bieżni lekkoatletycznej stadionu powstały cztery niewielkie trybuny.